# Kvarsnes
Die Kvarsnes (norwegisch für Ruhige Landspitze) ist eine aufragende Halbinsel an der Küste des ostantarktischen Kemplands. Sie ragt unmittelbar westlich der Inselgruppe Øygarden in die Südseite der Edward-VIII-Bucht.
Norwegische Kartographen, die sie auch benannten, kartierten sie anhand von Luftaufnahmen der Lars-Christensen-Expedition 1936/37.